# أرماندو كاسترو
أرماندو كاسترو (بالإسبانية: Armando Castro)‏ هو مجدف مكسيكي، ولد في 10 ديسمبر 1952 في مدينة مكسيكو في المكسيك.

## وصلات خارجية
- أرماندو كاسترو على موقع الاتحاد الدولي للتجديف (الإنجليزية)
- أرماندو كاسترو على موقع اللجنة الأولمبية الدولية (الإنجليزية)
- أرماندو كاسترو على موقع أوليمبيديا (الإنجليزية)